# Noah Webster

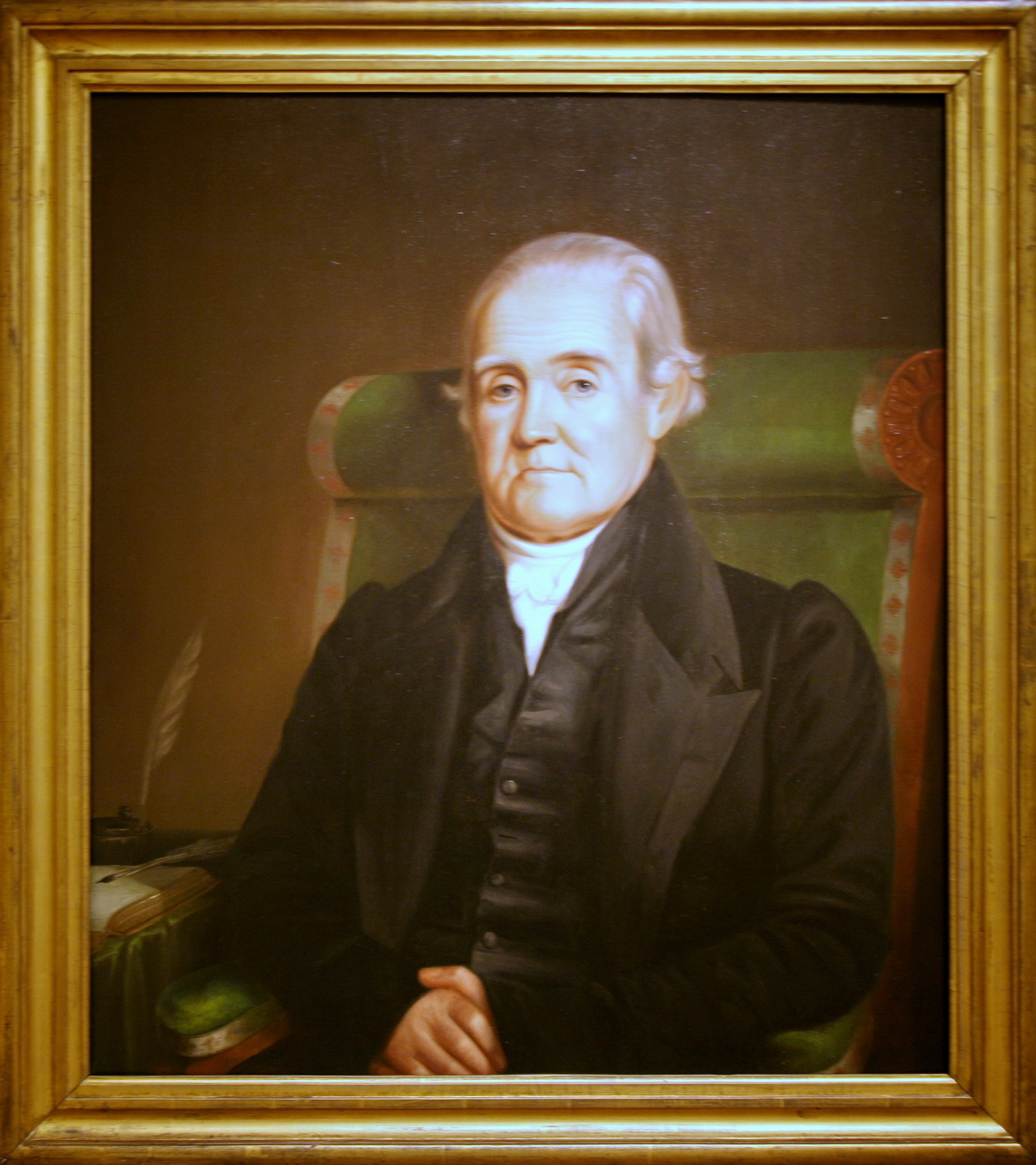
Huile sur toile de, par James Herring, 1833.

Noah Webster, né le 16 octobre 1758 à West Hartford et mort le 28 mai 1843 à New Haven, est un lexicographe, réformateur orthographique d'anglais américain, journaliste, écrivain et éditeur américain.
Il a été appelé « Le père de l’éducation et de la scolarité américaine ». Ses abécédaires à couverture bleue, qui ont appris à lire et écrire à cinq générations de petits Américains, ont rendu l’enseignement primaire moins religieux et plus laïc. Aux États-Unis, son nom est devenu synonyme de « dictionnaire », surtout du Webster, paru pour la première fois en 1828 sous le titre An American Dictionary of the English Language.

## Biographie

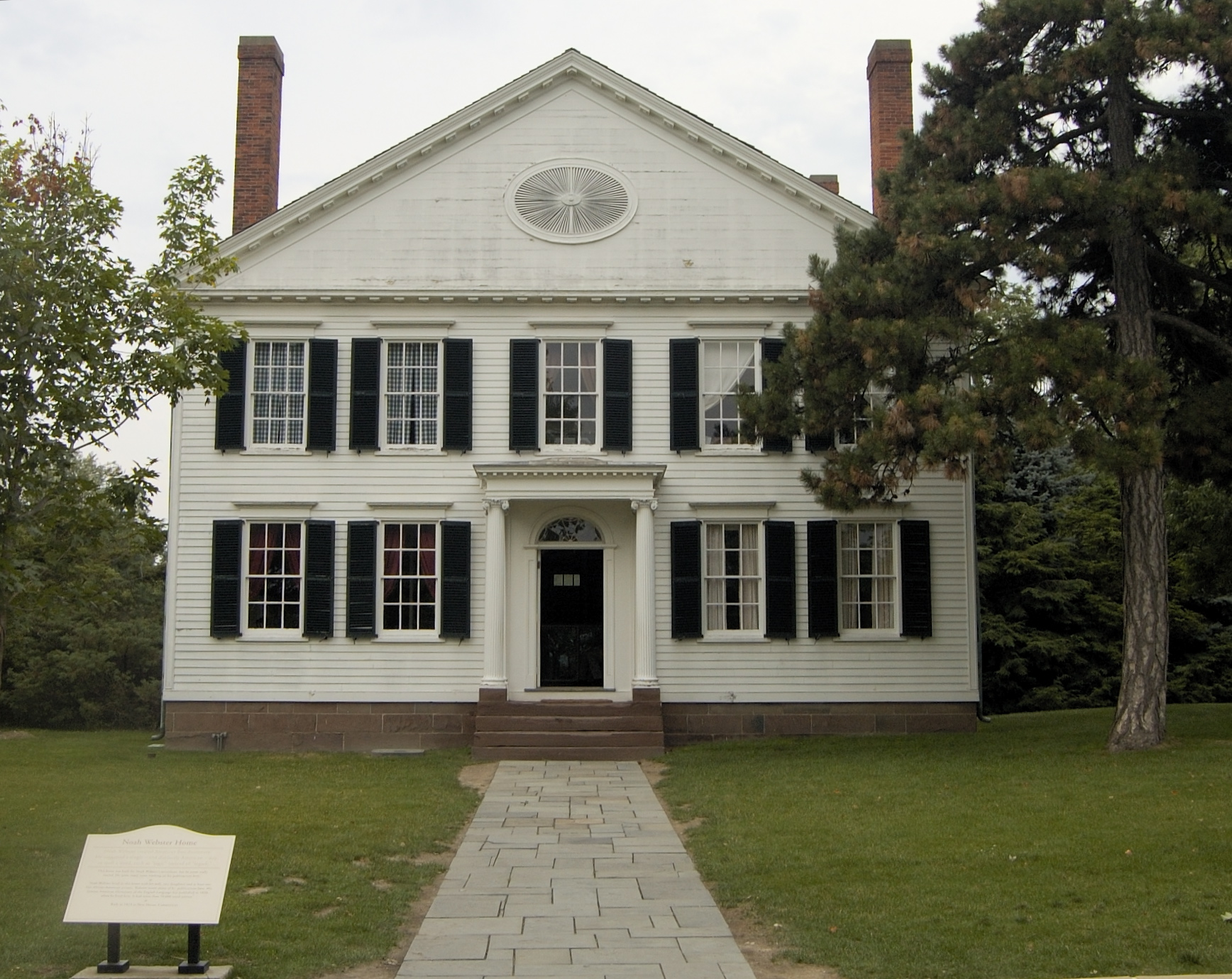
La maison de Noah Webster à New Haven, où il a rédigé son American Dictionary of the English Language. Elle a été transposée au musée Henry Ford.

Noah Webster est né dans une famille originaire du Nord-Est : son père Noah Sr. (1722-1813) descendant du gouverneur du Connecticut John Webster, un fermier et un tisserand, qui possédait une exploitation de trente-cinq ha, était juge de paix et diacre de son église congrégationaliste locale, ainsi que capitaine placé sur la « liste d’alarme » de la milice locale. Sa mère Mercy (née Steele, morte en 1794) descendait du gouverneur de la colonie de Plymouth, William Bradford. Il avait pour frères Charles (né en 1762) et Abraham (1751-1831), et pour sœurs, Mercy (1749-1820) et Jerusha (1756-1831).
Inscrit en 1774 à l’université Yale, la seule du Connecticut à l’époque, alors qu’il n’a que seize ans, il étudie avec le président de Yale, le savant Ezra Stiles. Ses quatre ans d’université coïncidant avec la Révolution américaine, les pénuries alimentaires l’obligent à suivre nombre de ses cours dans d’autres villes, comme Glastonbury. Il sert dans la milice du Connecticut. Son père ayant hypothéqué sa ferme pour l’envoyer à Yale, celui-ci dut se débrouiller tout seul et n’eut plus rien à voir avec sa famille. À sa sortie de Yale en 1778, il enseigne à Glastonbury, Hartford et West Hartford. Admis au barreau en 1781, il pratique le droit à partir de 1789. Ayant compris que le droit n’était pas de son goût, il s’essaie à l’enseignement, créant plusieurs petites écoles qui ne rencontreront pas le succès escompté.

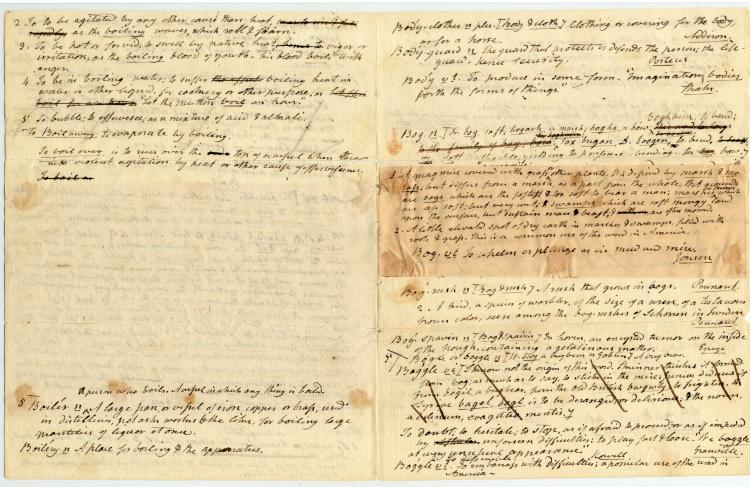
Brouillon manuscrit du dictionnaire de Webster.

Le cousin de Noah Webster, le sénateur Daniel Webster soumet la loi sur les droits d’auteur proposée par Noah Webster. La révision statutaire du premier amendement de la loi sur les droits d’auteur des États-Unis, la Loi de 1831, résulte de la pression intensive par Noah Webster et ses agents sur le Congrès des États-Unis.

## Vision politique
Webster était, de nature, un révolutionnaire qui, cherchant à libérer son pays du joug culturel britannique, voulait la remplacer par une Amérique utopique, débarrassée du luxe et de l’ostentation et championne de la liberté. En 1781, il voyait le nationalisme américain comme supérieur à l’Europe parce que les valeurs américaines étaient supérieures.
Webster a consacré son abécédaire et son dictionnaire au fondement intellectuel du nationalisme américain. Ardent défenseur de la nouvelle Constitution en 1787-89, la théorie politique de Webster  2 accordait plus d’importance au développement de la propriété (élément clé du libéralisme) qu’à la vertu (valeur fondamentale du républicanisme américain). C’est l’un des rares Américains à s’être beaucoup attardé sur les théories de Jean-Jacques Rousseau.

## Journaliste fédéraliste

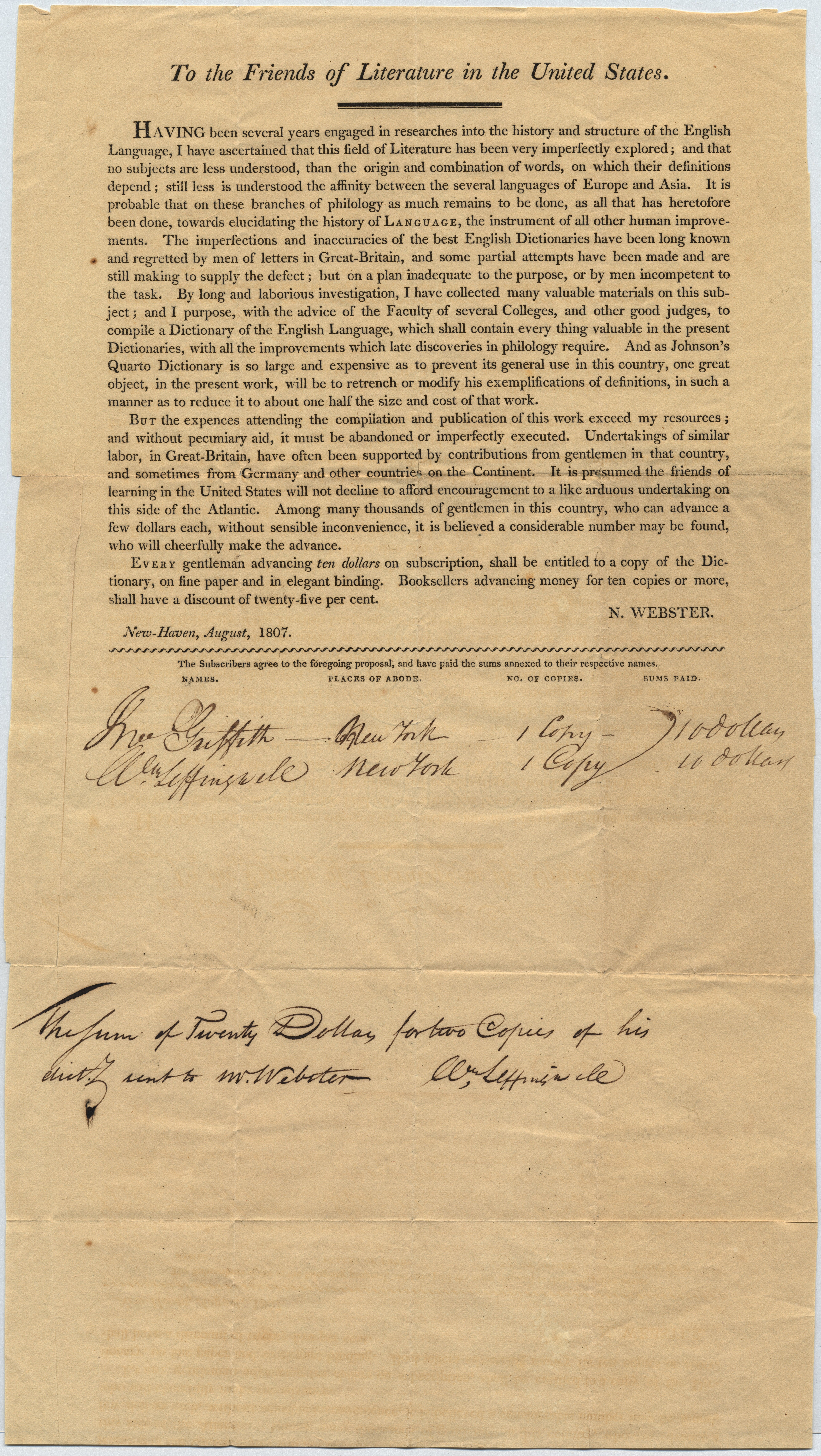
Prospectus de Webster pour son premier dictionnaire de la langue anglaise intitulé To the Friends of Literature in the United States (Aux amis de la littérature aux États-Unis), 1807-1808.

Webster fait un beau mariage et intègre l’élite d’Hartford. Il aura huit enfants de Rebecca Greenleaf (1766-1847) épousée le 26 octobre 1789, à New Haven : Emily Schotten (1790-1861) ; Frances Julianna (1793-1869) ; Harriet (1797-1844) ; Mary (1799-1819) ; William Greenleaf (1801-1869) ; Eliza (1803-1888) Henry (1806-1807) ; Louisa (née en 1808).
Désargenté, Alexander Hamilton lui avance 1500 $, en 1793, pour aller à New York éditer un journal fédéraliste. Le 9 décembre 1793 il fonde le premier quotidien new-yorkais, l’American Minerva (plus tard connue sous le nom de The Commercial Advertiser (en)), qu’il éditera pendant quatre ans, rédigeant l’équivalent de 20 volumes d’articles et d’éditoriaux. Il a également publié le bihebdomadaire The Herald, A Gazette for the country (connue par la suite sous le nom de The New York Spectator).
Comme porte-parole fédéraliste, il dénonça à plusieurs reprises le républicains-démocrates de Jefferson comme « un soi-disant patriote pusillanime, demi-né … un fou incurable » et « un nouvelliste trompeur … pédagogue et charlatan. » Lorsque son rival fédéraliste, le pamphlétaire William Cobbett, dit « Peter Porcupine », déclara que les opinions pro-françaises de Webster faisaient de lui « un traitre à la cause du fédéralisme », l’appelant « un crapaud au service du sans-culottisme », « une misérable prostituée », « un grand fou, un menteur éhonté », « une vipère vicieuse » et « un pédant maniaque », le maitre consommé du vocabulaire qu’était Webster, en fut affligé. Même l’utilisation de mots tels que « le peuple », « démocratie » et « égalité » dans un débat public le gênait, car de tels mots étaient des « abstractions métaphysiques qui soit n’ont pas de sens, ou du moins aucun compréhensible aux mortels. »
Webster était partisan de la pensée française radicale et comptait au nombre des rares Américains admirateurs de Jean-Jacques Rousseau. Lors de l’entrée en guerre de la France et de la Grande-Bretagne en 1793, il recommanda de rester neutre. Cependant, il condamna le premier ambassadeur de la République française aux États-Unis, le citoyen Genêt lorsqu’il mit en place un parti français à Washington pro-jacobin en s’immisçant dans la politique américaine et en attaquant le président Washington, appelant les autres éditeurs fédéralistes à « ignorer d’un commun accord les clubs politiques en ne publiant rien ni pour ni contre eux. Le soleil de la paix détruira ces plantes à la naissance exotique et forcée »
Webster fut, pendant des décennies, l’un des auteurs les plus prolifiques de la nouvelle nation américaine, publiant des manuels, des essais politiques, un rapport sur les maladies infectieuses, et une quantité remarquable d’articles de journaux pour le parti fédéraliste, à tel point qu’une bibliographie moderne de ses œuvres a requis pas moins de 655 pages. À son retour à New Haven, en 1798, il fut élu député fédéraliste à la Chambre des représentants du Connecticut où il siégea en 1800 et de 1802 à 1807.
Il est enterré au Grove Street Cemetery de New Haven.

## Éducateur

Noah Webster, l’instituteur de la République, 1886.

Webster avait pris, comme professeur, en aversion les écoles élémentaires américaines, qui pouvaient être surpeuplées, avec jusqu’à soixante-dix enfants de tous âges entassés dans une pièce unique sans pupitre dont le poêle chauffait trop un côté de la classe et pas assez l’autre. Le personnel était sous-payé et les manuels scolaires importés d’Angleterre étaient inadaptés. Pensant que les Américains devraient s’instruire dans des manuels américains, Webster se mit  alors à rédiger le recueil intitulé A Grammatical Institute of the English Language dans le but était de fournir une approche typiquement américaine à la formation des enfants. Les trois tomes consistaient en un livre d’orthographe (publié en 1783), d’un livre de grammaire (1784) et d’un livre de lecture (1785). Son amélioration la plus importante, selon lui, était de sauver « notre langue maternelle » des « vociférations de pédantisme » entourant la grammaire et la prononciation anglaises. Il se plaignait de ce que l’aristocratie britannique, qui avait corrompu la langue anglaise, en fixant sa propre norme d’orthographe et de prononciation. Webster a rejeté l’idée que l’étude du grec et du latin devait précéder l’étude de la grammaire anglaise, faisant valoir que la norme de la langue américaine était « les mêmes principes républicains que les constitutions civiles et ecclésiastiques américaines », ce qui signifiait que la langue devait être contrôlée par le peuple dans son ensemble, la souveraineté populaire au sein du gouvernement devant s’accompagner de l’usage populaire dans la langue.
L’abécédaire était organisé de façon à être facile à enseigner aux élèves, en progressant avec l’âge. Suivant en cela sa propre expérience en tant qu’enseignant, Webster pensait que l’abécédaire devait être simple. Il présentait de façon ordonnée les mots avec les règles d’orthographe et de prononciation. Pensant que les élèves apprenaient plus facilement lorsqu’un problème complexe était décomposé en ses éléments constitutifs, il faisait maitriser chaque composant par l’élève avant de passer au suivant. Webster a dit que les enfants passent par des phases distinctes d’apprentissage dans lesquelles ils maitrisent des tâches de plus en plus complexes ou abstraites. Par conséquent, les enseignants ne doivent pas essayer d’apprendre à lire à un enfant de trois ans et qu’il faut attendre l’âge de cinq ans. Il a organisé son abécédaire en conséquence, commençant par l’alphabet avant de couvrir systématiquement les différents sons des voyelles et des consonnes, puis des syllabes, puis des mots simples, puis des mots plus complexes, et enfin des phrases.

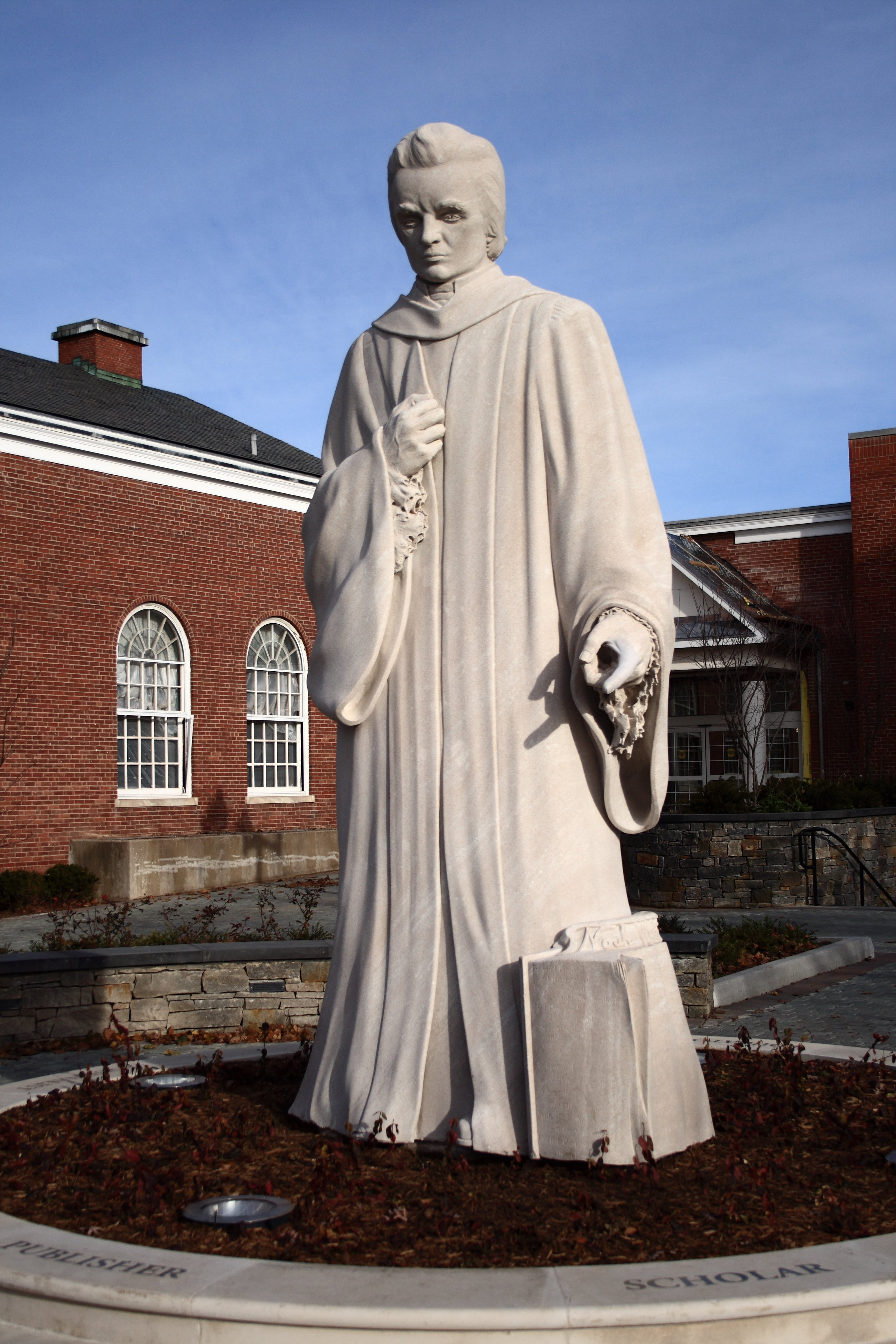
Statue de 1932 de Webster par Korczak Ziolkowski en face de la bibliothèque publique de West Hartford (Connecticut).

L’abécédaire s’intitulait à l’origine The First Part of the Grammatical Institute of the English Language. Au cours des 385 parutions de son vivant, le titre fut changé en 1786 en The American Spelling Book, et de nouveau en 1829 en The Elementary Spelling Book. La plupart appelaient tout simplement « l’abécédaire à couverture bleue » le manuel de Webster, qui apprit pendant un siècle, à lire, à épeler et à prononcer l’anglais aux petits Américains. Ce livre, qui fut l’ouvrage américain le plus populaire de son temps, a également contribué à mettre sur pied les concours d’orthographe populaires aux États-Unis. En 1837, il s’était vendu à 15 millions d’exemplaires, et à quelque 60 millions d’exemplaires jusqu’en 1890, atteignant la majorité des jeunes élèves du premier siècle de la nation américaine. Son droit d’auteur d’un demi-cent par exemplaire lui suffit à soutenir son auteur dans ses autres projets.
Lentement, édition par édition, Webster changea l’orthographe des mots, pour les américaniser, préférant le « s » au « c » dans defense, changeant le « -re » en « -er », comme dans center ou theater, ne conservant qu’un « l » dans traveler. Ayant conservé, à l’origine, le « u » de mots comme colour ou favour, il y renonça dans ses éditions ultérieures. Il modifia également tongue en toung, mais cette innovation se solda par un échec.
La troisième partie de son Grammatical Institute (1785) était un livre de lecture destiné à élever l’esprit et « diffuser les principes de la vertu et du patriotisme : « Dans le choix des extraits, expliqua-t-il, je n’ai pas omis de considérer l’intérêt politique de l’Amérique. Plusieurs de ces adresses magistrales au Congrès, rédigées au début de la récente Révolution, contiennent de tels sentiments nobles, justes et indépendants de liberté et de patriotisme, que je ne puis m’empêcher de vouloir les transplanter dans le sein de la génération montante. »
Les élèves avaient droit à la ration habituelle de Plutarque, Shakespeare, Swift et Addison, ainsi qu’à des auteurs américains comme Vision of Columbus de Joel Barlow, Conquest of Canaan de  Timothy Dwight, et le poème M’Fingal de John Trumbull. Webster a également inclus des extraits de The Crisis de Tom Paine et un essai de Thomas Day appelant à l’abolition de l’esclavage en accord avec la Déclaration d’Indépendance.
Intégralement laïque, l’abécédaire de Webster ne faisait aucune mention de Dieu, de la Bible, ou des évènements sacrés et se terminait par deux pages de dates importantes de l’histoire américaine, à commencer par Christophe Colomb en 1492 pour se terminer avec la bataille de Yorktown en 1781. « Affectons les choses sacrées à des fins sacrées » a écrit Webster À partir de 1840 la popularité des ouvrages de Webster commença, à son tour, à décliner au profit du McGuffey Eclectic Readers de William Holmes McGuffey, qui s’est vendu à plus de 120 millions d’exemplaires.

## Lexicographe

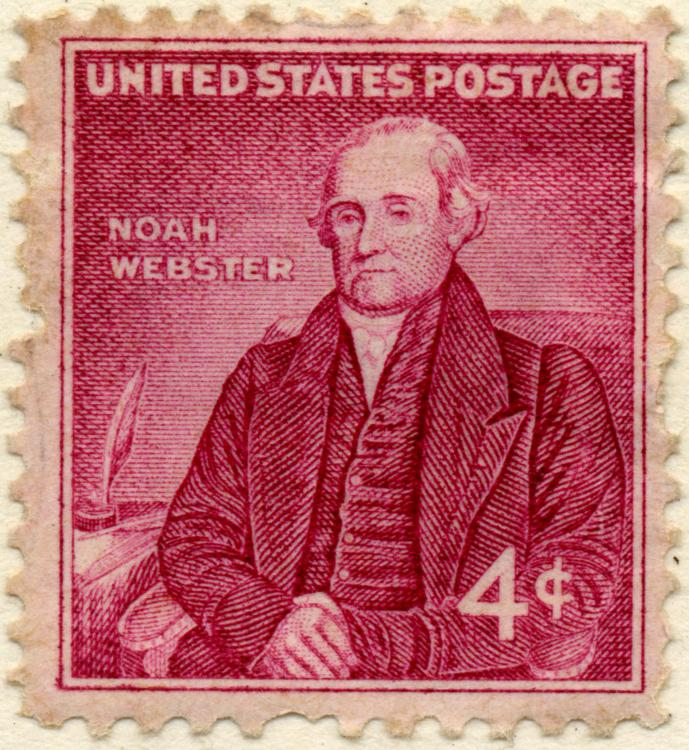
Timbre américain de 4 cents représentant Noah Webster, 1958.

En 1806, Webster publia son premier dictionnaire, A Compendious Dictionary of the English Language. En 1807, il s’attèle au labeur, qui devait lui prendre vingt-sept ans à compléter, de compilation de An American Dictionary of the English Language, un dictionnaire intégral et exhaustif. Webster apprit, afin d’évaluer l’étymologie des mots, vingt-six langues, dont le vieil anglais (anglo-saxon), l’allemand, le grec, le latin, l’italien, l’espagnol, le français, l’hébreu, l’arabe et le sanskrit. Comme les Américains utilisaient, selon les différentes régions du pays, des langues différentes, épelant, prononçant et utilisant différemment les mots anglais, Webster ambitionnait de normaliser leur langue.
Webster a terminé son dictionnaire au cours de son année à l’étranger en 1825 à Paris et à l’université de Cambridge. Âgé de soixante-dix ans, il publia en 1828 son dictionnaire, qui contenait soixante-dix mille mots, dont douze mille auparavant inconnus des dictionnaires. Jugeant, en tant que réformateur de l’orthographe, les règles de l’orthographe anglaise inutilement complexes, l’orthographe  anglo-américaine, où color remplaçait colour, wagon remplaçait waggon, et centre était imprimé center, était introduite. Des termes américains, absents des dictionnaires anglais, comme skunk et squash, étaient également ajoutés.
Ce premier dictionnaire, qui a acquis à son auteur une place d’honneur dans l’histoire de l’anglais américain, ne se vendit pourtant, en son temps, qu’à 2 500 exemplaires. Webster fut, pour pouvoir faire paraitre une deuxième édition, obligé d’hypothéquer sa maison et il fut, à partir de ce moment, en proie aux dettes pour le restant de ses jours.
En 1840, la deuxième édition du Dictionnaire en deux volumes voyait le jour, et, quelques jours après avoir terminé la révision d’un supplément à la deuxième édition, Noah Webster s’éteignait, alors que restaient encore méconnus beaucoup de ses efforts pour ce dictionnaire.

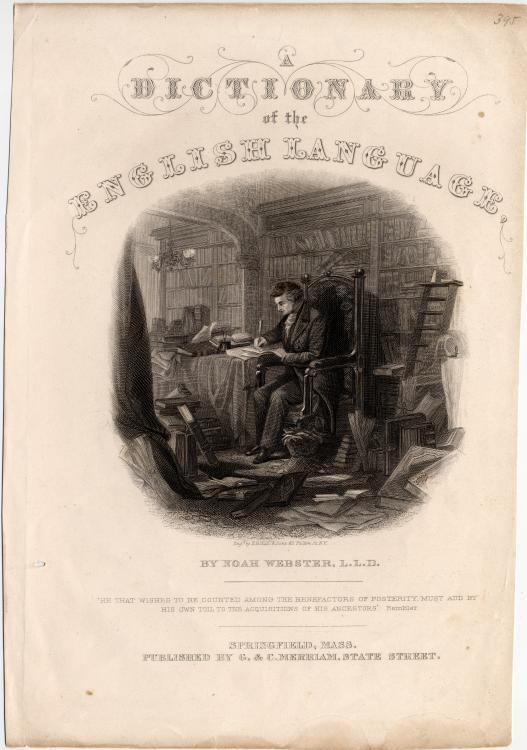
Page de titre du Dictionary of the English Language de Webster, vers 1830-1840.

## Abolitionniste
Webster a contribué à fonder la Connecticut Society for the Abolition of Slavery en 1791, mais à partir des années 1830, il se mit à rejeter le ton nouveau des abolitionnistes qui traitaient également de pécheurs les Américains tolérant l’esclavage. Il mit en garde sa fille, en 1837, contre son soutien fervent de la cause abolitionniste, écrivant que « l’esclavage est un grand péché et une calamité générale, mais ce n’est pas notre péché, bien qu’il puisse s’avérer constituer une terrible catastrophe pour nous dans le Nord. Mais nous ne pouvons pas légalement interférer avec le Sud sur ce sujet », ajoutant que « Venir prêcher dans le Nord et perturber ainsi notre paix, alors que nous ne pouvons rien faire sur le plan légal sur cet objet, est, à mon avis, hautement criminel et les prédicateurs de l’abolitionnisme méritent la prison. "

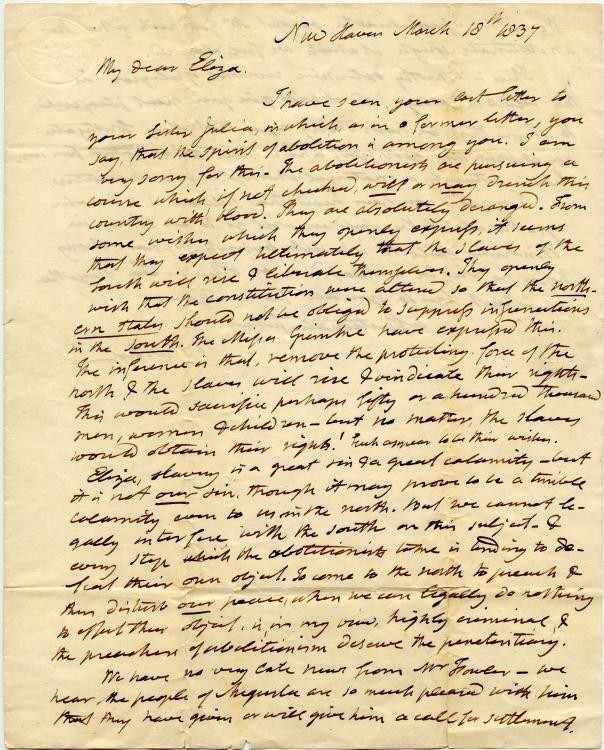
Lettre de Webster à sa fille Eliza, 1837, la mettant en garde contre les écueils du mouvement abolitionniste.

## Penseur pessimiste

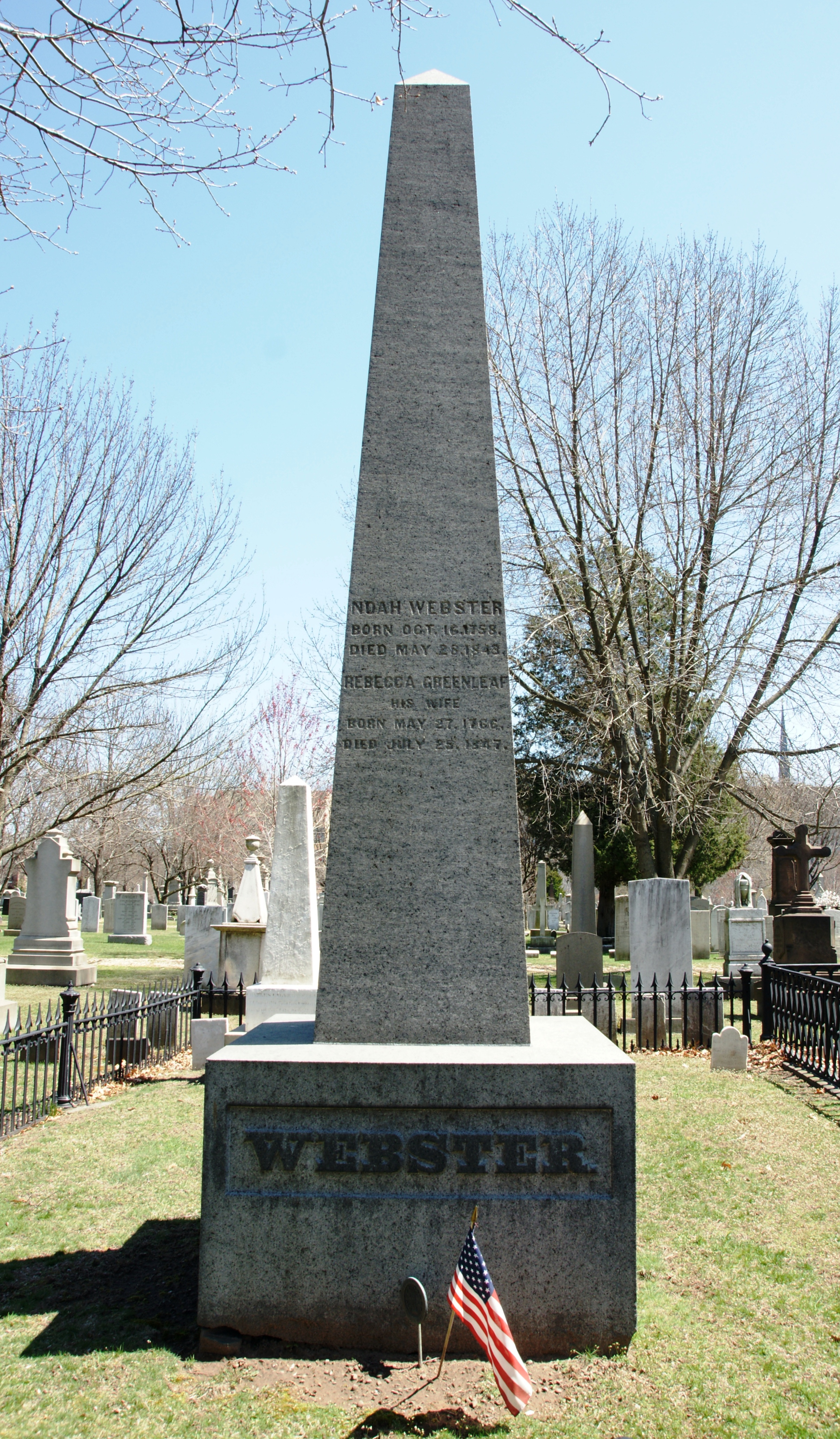
Tombe de Webster au Grove Street Cemetery de New Haven.

Avec l’âge, Webster est passé, dans les années 1820, du révolutionnaire optimiste des années 1780 au critique pessimiste de l’homme et de la société. Plutôt libre penseur dans sa jeunesse, Webster qui s’était converti, en 1808, à l’orthodoxie calviniste, finit par devenir un fervent congrégationaliste prêchant la nécessité de christianiser la nation. De plus en plus autoritaire et élitiste, il s’opposa à la tendance dominante de la démocratie jacksonienne. Considérant la langue comme un outil pour contrôler les pensées indisciplinées, l’American Dictionary de Webster souligne les vertus du contrôle social des passions de l’homme et de l’individualisme, la soumission à l’autorité, et la crainte de Dieu comme nécessaires au maintien de l’ordre social américain. Son American Dictionary de 1828 contient le plus grand nombre de définitions bibliques de n’importe quel ouvrage de référence. Webster, qui considérait l’éducation comme « inutile sans la Bible », a publié, en 1833, sa propre édition de la Bible appelée la Common Version. À l’aide de la Bible du roi Jacques comme base et en consultant les versions hébraïque et grecque, ainsi que divers autres versions et commentaires, Webster a corrigé la grammaire de la Bible du roi Jacques, remplaçant les mots obsolètes et éliminant les mots et les phrases pouvant être considérés comme choquants.

### Culture populaire
Noah Webster est, pour les Américains, même les moins éduqués, l'incarnation de l'érudition, comme en France Pierre Larousse. Il n'en fallait pas plus pour que le réalisateur et humoriste Tex Avery le « mette en boîte » sans méchanceté dans un "cartoon" atypique intitulé Symphony in slang (La Symphonie argotique) : un quidam se présente à la porte du paradis, devant Saint Pierre et entreprend de raconter sa vie...mais il s'exprime en Slang, l'argot américain.
S'avouant incapable de le comprendre, le saint portier du paradis s'en va chercher Noah Webster (qui poursuit paisiblement dans les cieux ses travaux d'encyclopédiste).
Rien n'y fait, le grand Webster lui-même ne comprend goutte aux péripéties et aux déboires racontés en argot par l'infortuné quidam.
Le ressort comique vient de ce que Tex Avery s'amuse à illustrer les expressions argotiques en les prenant au pied de la lettre : Ainsi par exemple un séjour en prison est commenté par la phrase « I did a stretch in the jug » (« j'ai passé quelque temps en prison ») et est illustré par le narrateur s'étirant (verbe to stretch) dans une gigantesque cruche (jug) de verre posée dans une cellule de prison (jug en slang).

## Sources principales
- (en) Homer D. Babbidge, Jr., ed., Noah Webster: On Being American (1967), selections from his writings
- (en) Harry R. Warfel, ed., Letters of Noah Webster (1953),
- (en) Noah Webster, The American Spelling Book: Containing the Rudiments of the English Language for the Use of Schools in the United States by Noah Webster (1999 reprint)
- (en) Noah Webster, On the education of youth in America (mis en ligne par www.thefederalistpapers.org)

### Sources
- (en) « The Noah Webster House, Museum of West Hartford History »(Archive.org • Wikiwix • Archive.is • Google • Que faire ?) (consulté le 8 avril 2013)
- (en) Site du Merriam-Webster
- (en) Site Connecticut Heritage
- (en) Biographie dans l'Encyclopédie Britannica
- (en) Biographie dans l'Encyclopédie Columbia